# Distretto di Kot
Il distretto di Kot è un distretto dell'Afghanistan appartenente alla provincia del Nangarhar. Viene stimata una popolazione di 26 712 abitanti (stima 2016-17).